# Чентурипе
Чентурипе (итал. Centuripe) је насеље у Италији у округу Ена, региону Сицилија.
Према процени из 2011. у насељу је живело 4910 становника. Насеље се налази на надморској висини од 683 м.

## Географија
| Клима (Чентурипе)        | Клима (Чентурипе) | Клима (Чентурипе) | Клима (Чентурипе) | Клима (Чентурипе) | Клима (Чентурипе) | Клима (Чентурипе) | Клима (Чентурипе) | Клима (Чентурипе) | Клима (Чентурипе) | Клима (Чентурипе) | Клима (Чентурипе) | Клима (Чентурипе) | Клима (Чентурипе) |
| Показатељ \ Месец        | .Јан.             | .Феб.             | .Мар.             | .Апр.             | .Мај.             | .Јун.             | .Јул.             | .Авг.             | .Сеп.             | .Окт.             | .Нов.             | .Дец.             | .Год.             |
| ------------------------ | ----------------- | ----------------- | ----------------- | ----------------- | ----------------- | ----------------- | ----------------- | ----------------- | ----------------- | ----------------- | ----------------- | ----------------- | ----------------- |
| Средњи максимум, °C (°F) | 10,1 (50,2)       | 11,3 (52,3)       | 13,6 (56,5)       | 12,4 (54,3)       | 22,4 (72,3)       | 24,8 (76,6)       | 26,4 (79,5)       | 27,8 (82)         | 26,9 (80,4)       | 20,9 (69,6)       | 15,7 (60,3)       | 11,4 (52,5)       | 27,8 (82)         |
| Средњи минимум, °C (°F)  | 3,5 (38,3)        | 3,6 (38,5)        | 5,2 (41,4)        | 14,8 (58,6)       | 14,8 (58,6)       | 15,7 (60,3)       | 18,3 (64,9)       | 20,6 (69,1)       | 12,0 (53,6)       | 11,5 (52,7)       | 8,2 (46,8)        | 5,3 (41,5)        | 3,5 (38,3)        |
| [ тражи се извор ]       |                   |                   |                   |                   |                   |                   |                   |                   |                   |                   |                   |                   |                   |

## Становништво
Према резултатима пописа становништва 2011. у општини је живело 5.599 становника.
| 1931.  | 1936.  | 1951.  | 1961.  | 1971. | 1981. | 1991. | 2001. | 2011. |
| ------ | ------ | ------ | ------ | ----- | ----- | ----- | ----- | ----- |
| 10.618 | 10.802 | 11.020 | 10.008 | 8.172 | 6.915 | 6.612 | 5.903 | 5.599 |

## Партнерски градови
- Lanuvio